# Epipristis rufilunata
Epipristis rufilunata là một loài bướm đêm trong họ Geometridae.